# Olympische Sommerspiele 1920/Schwimmen – 4 × 200 m Freistil (Männer)
Die 4-mal-200-Meter-Freistilstaffel der Männer bei den Olympischen Spielen 1920 in Antwerpen wurde vom 25. bis 29. August ausgetragen.

## Rekorde
Vor Beginn der Olympischen Spiele waren folgende Rekorde gültig.
| Weltrekord         | 10:11,2 min | Australasien Harold Hardwick Malcolm Champion Leslie Boardman Cecil Healy | Stockholm, Schweden | 15. Juli 1912 |
| Olympischer Rekord | 10:11,2 min | Australasien Harold Hardwick Malcolm Champion Leslie Boardman Cecil Healy | Stockholm, Schweden | 15. Juli 1912 |

Folgende neue Rekorde wurden aufgestellt:
| Weltrekord | 10:04,4 min | Vereinigte Staaten Perry McGillivray Pua Kealoha Norman Ross Duke Kahanamoku | Finale |

## Ergebnisse

### Halbfinale
Die zwei ersten Staffel eines jeden Laufs sowie die zeitschnellste Drittplatzierte aller Läufe qualifizierten sich für das Halbfinale.
Lauf 1
| Rang | Nation             | Athleten                                                  | Zeit        | Anm. |
| ---- | ------------------ | --------------------------------------------------------- | ----------- | ---- |
| 1    | Vereinigte Staaten | Perry McGillivray Pua Kealoha Norman Ross Duke Kahanamoku | 10:20,4 min | Q    |
| 2    | Australien         | Henry Hay William Herald Ivan Stedman Keith Kirkland      | 10:23,0 min | Q    |
| 3    | Schweden           | Robert Andersson Frans Möller Orvar Trolle Arne Borg      | 10:54,4 min | q    |
| 4    | Frankreich         | Albert Mayaud Paul Vasseur Georges Pouilley Henri Padou   | 11:53,0 min |      |

Lauf 2
| Rang | Nation         | Athleten                                                            | Zeit        | Anm. |
| ---- | -------------- | ------------------------------------------------------------------- | ----------- | ---- |
| 1    | Großbritannien | Leslie Savage Percy Peter Henry Taylor Harold Annison               | 10:51,0 min | Q    |
| 2    | Italien        | Mario Massa Agostino Frassinetti Antonio Quarantotto Giglio Bisagno | 11:01,2 min | Q    |
| 3    | Belgien        | Jean-Pierre Vermetten Joseph Cludts René Bauwens Gérard Blitz       | 11:12,2 min |      |

### Finale
| Rang | Nation             | Athleten                                                            | Zeit        | Anm. |
| ---- | ------------------ | ------------------------------------------------------------------- | ----------- | ---- |
| 1    | Vereinigte Staaten | Perry McGillivray Pua Kealoha Norman Ross Duke Kahanamoku           | 10:04,4 min | WR   |
| 2    | Australien         | Henry Hay William Herald Ivan Stedman Frank Beaurepaire             | 10:25,4 min |      |
| 3    | Großbritannien     | Leslie Savage Percy Peter Henry Taylor Harold Annison               | 10:37,2 min |      |
| 4    | Schweden           | Robert Andersson Frans Möller Orvar Trolle Arne Borg                | 10:50,2 min |      |
| —    | Italien            | Mario Massa Agostino Frassinetti Antonio Quarantotto Giglio Bisagno | unbekannt   |      |